# 千倉町

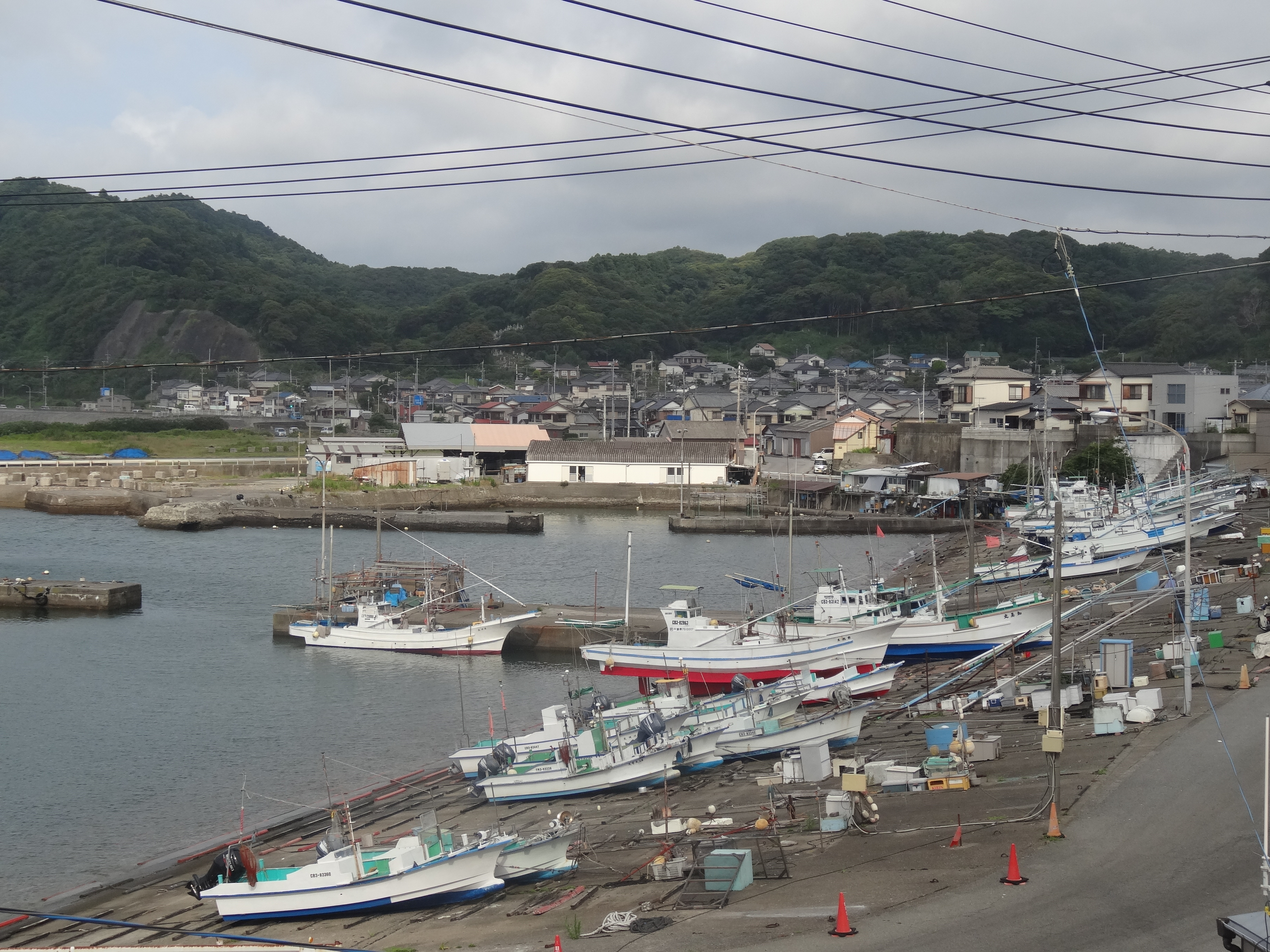
千倉漁港（2017年）

千倉町（ちくらまち）は、かつて千葉県の安房郡に存在していた町。館山都市圏に属していた。
平成の大合併に伴い2006年（平成18年）3月20日に、同じ安房郡内の富浦町、富山町、三芳村、丸山町、和田町、白浜町と新設合併し、南房総市となったため消滅した。

## 地理
房総半島の南部に位置する。
かつては、「寒サバ」や「春サバ」などの鯖漁や、秋刀魚を中心とする漁業が盛んであった。しかし、1989年（平成元年）に鯖漁が1986年（昭和61年）以降で最低に落ち込み、その翌年の1990年（平成2年）にはさらのその6分の1となるなど資源枯渇と水温低下による不漁が深刻化した。
秋刀魚漁は船を併用する形で行われていたことから鯖漁の極度の不振を受けて並行して船の数が減り、壊滅的な減少に見舞われることになった。
町内にある千葉県水産試験場は、1990年（平成2年）に千倉沖にコンクリートブロックを沈めて漁礁を作り、鮑の稚貝を大量集中放流することで海中牧場化する養殖に着手し、1992年（平成4年）に収穫して育てる漁業への転換を図り、2001年（平成13年）には房州ちくら漁業協同組合がアワビ養殖に正式に着手することになった。
こうした漁業などの盛んな「黒潮文化」の1つである「白間津の大祭」は、勇壮で華麗な「大網渡し」など踊りを中心としたもので、白間津の日枝神社に約1000年伝えられており、1992年（平成4年）に国の重要無形民俗文化財に指定された。
また、「高塚不動尊」も海上安全や大漁の守護神とされる海の生活と結びついて信仰されている。
さらに、高家神社も磐鹿六雁命を祭神としており、国内唯一の「日本料理の神様」として知られると共に、「魚の神様」とも云われて海とのつながりを持ち、古式に則った「包丁式」が奉納される。
全日本大学選手権や、プロの大会も行われるサーフィンの盛んな地区である。海水浴場も多い。

### 合併前隣接していた自治体
- 館山市
- 安房郡：白浜町、丸山町

「朝夷地区」（あさいちく）は、和田町・丸山町・千倉町・白浜町の計4町一帯の通称名である。

## 歴史
- 1889年（明治22年）4月1日 - 町村制の施行により南朝夷村、北朝夷村、平舘村、忽戸村、川口村が合併して朝夷郡曦村（あさひむら）が発足。
- 1897年（明治30年）4月1日 - 朝夷郡が安房郡に編入。
- 1900年（明治33年）6月25日 - 曦村が町制施行し曦町となる。
- 1920年（大正9年）10月1日 - 曦町が千倉町（初代）に改称。
- 1953年（昭和28年）5月6日 - 昭和天皇が町内に行幸。千倉漁港を視察[31]。
- 1954年（昭和29年）
  - 4月1日 - 七浦村、健田村と合併し、改めて千倉町（2代目）を新設。
  - 8月1日 - 千歳村と合併し、改めて千倉町（3代目）を新設。
- 1955年（昭和30年）3月15日 - 旧千歳村の一部地域（安馬谷、峰、白子の一部、久保の一部）が豊田村、丸村と合併し、丸山町が発足。
- 1989年（平成元年）4月6日 - 国際電信電話（現・KDDI）が千倉中継所を開設[32]。
- 1991年（平成3年）7月22日 - 千倉町立図書館が開館[33]（法務局出張所を改修[34]）。
- 2006年（平成18年）3月20日 - 千倉町が丸山町、富浦町、富山町、白浜町、和田町、三芳村と合併し南房総市を新設[1][35]。同日千倉町廃止。

## 産業

### 農業
- 花卉

### 漁業
- 千倉漁港

## 交通

### 鉄道
- 東日本旅客鉄道（JR東日本）
  - 内房線：千倉駅 - 千歳駅

### 道路
- 国道128号
- 国道410号

## 学校
全て消滅時点でのもの。

### 小学校
- 千倉町立健田小学校
- 千倉町立朝夷小学校
- 千倉町立忽戸小学校
- 千倉町立七浦小学校

合併後に全て統合され「南房総市立千倉小学校」となった。

### 中学校
- 千倉町立千倉中学校

## 観光・寺社

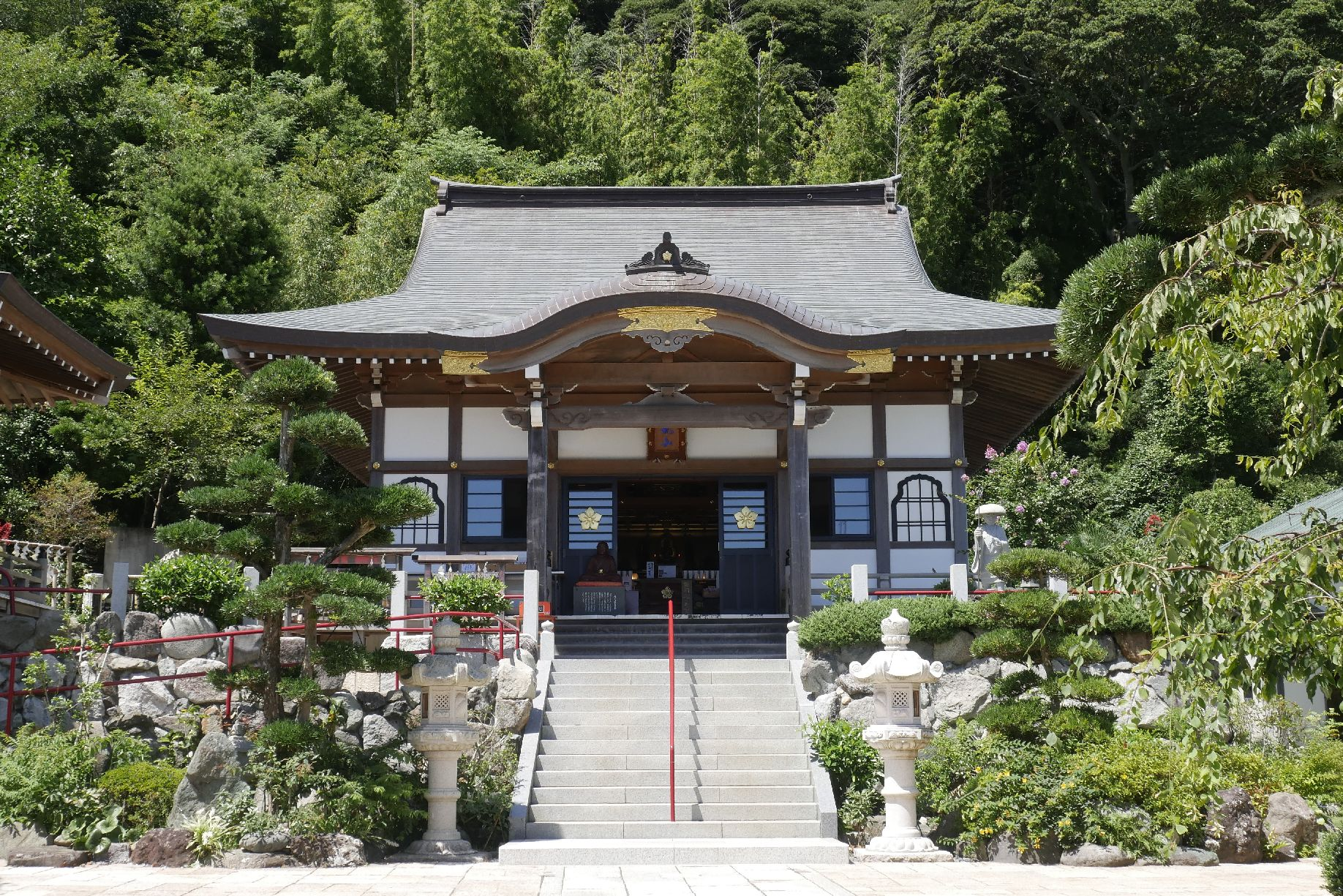
青龍山蓮臺密寺能蔵院

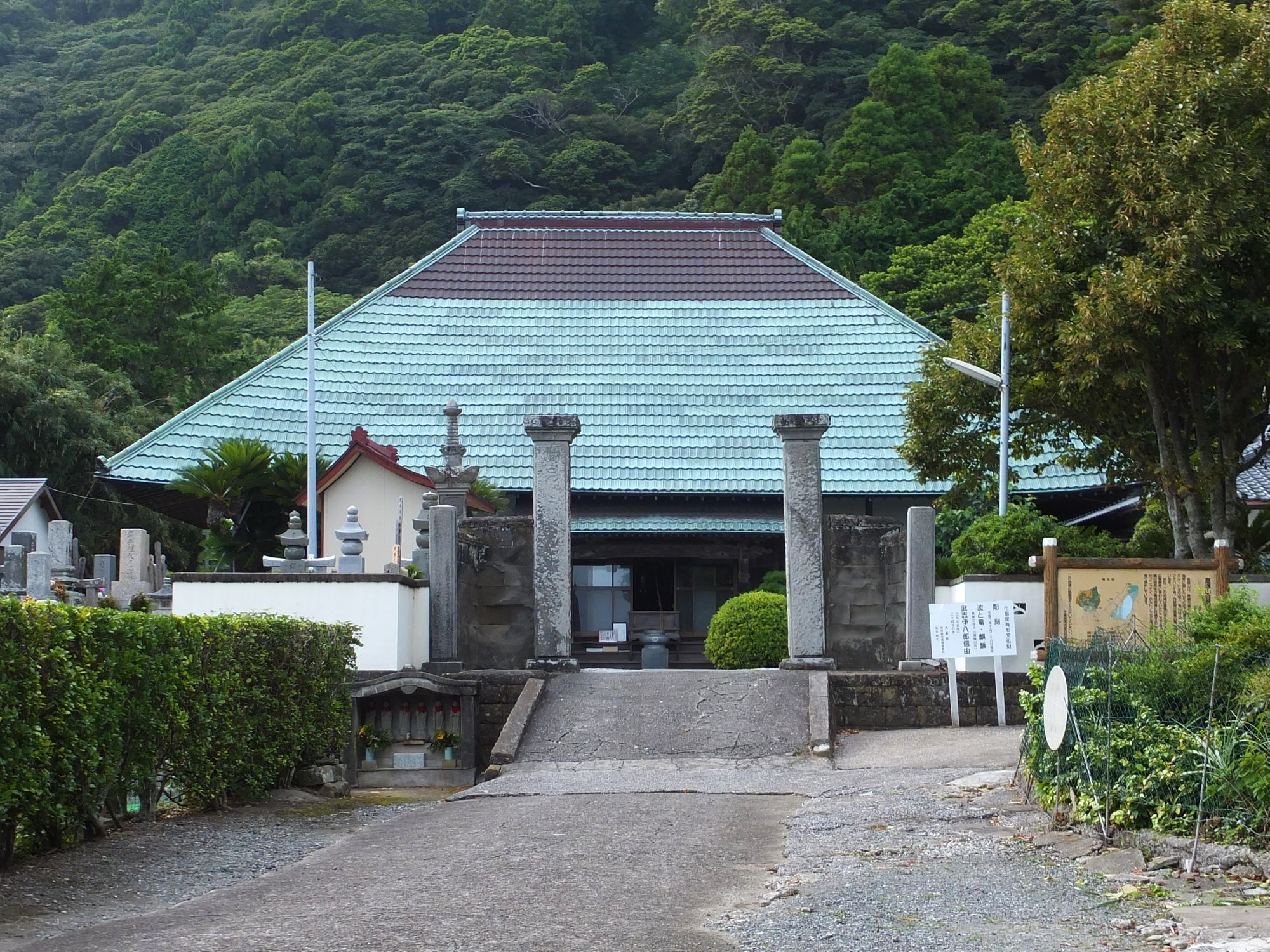
高塚不動尊・妙高山大聖院

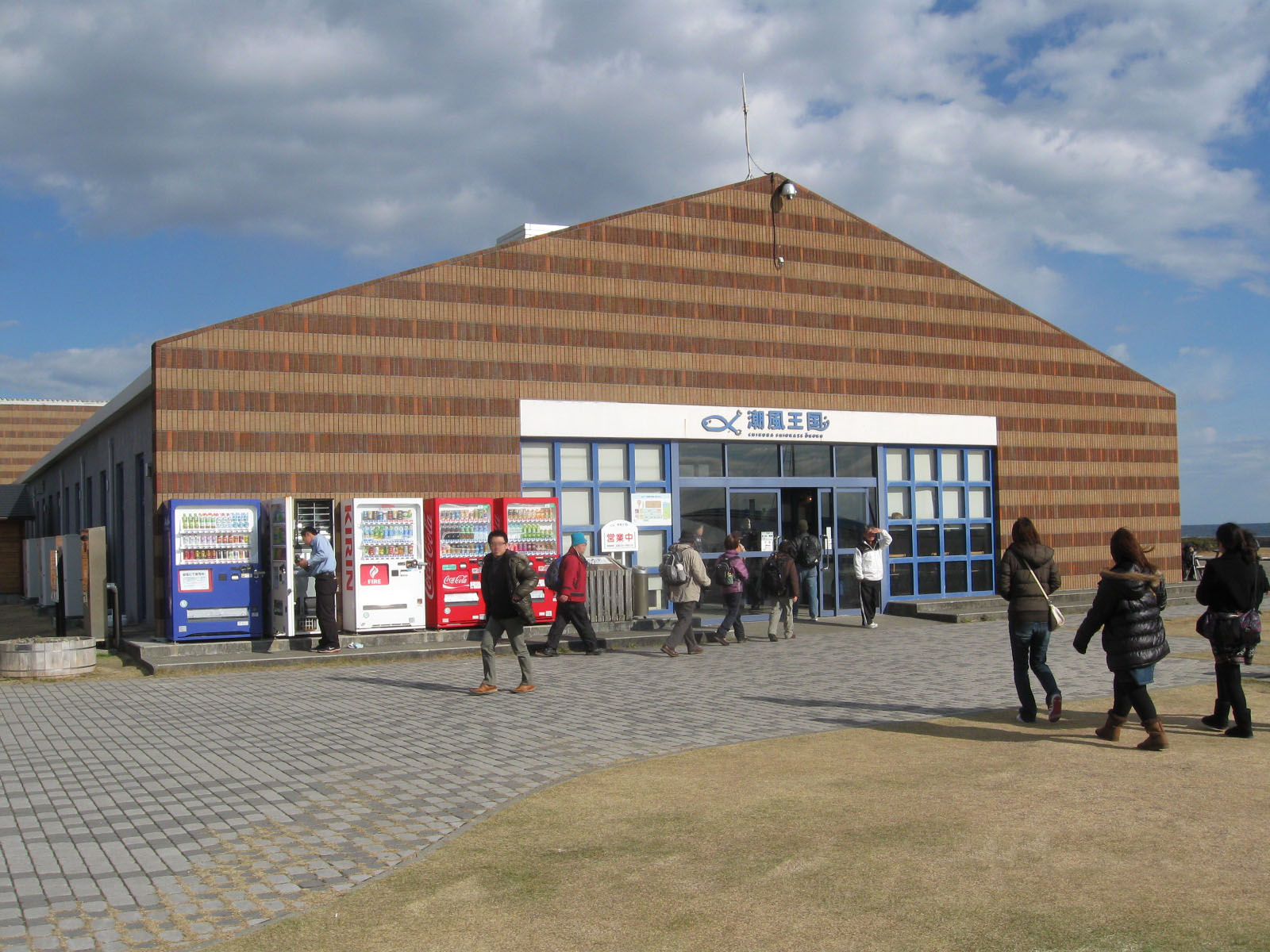
道の駅ちくら・潮風王国

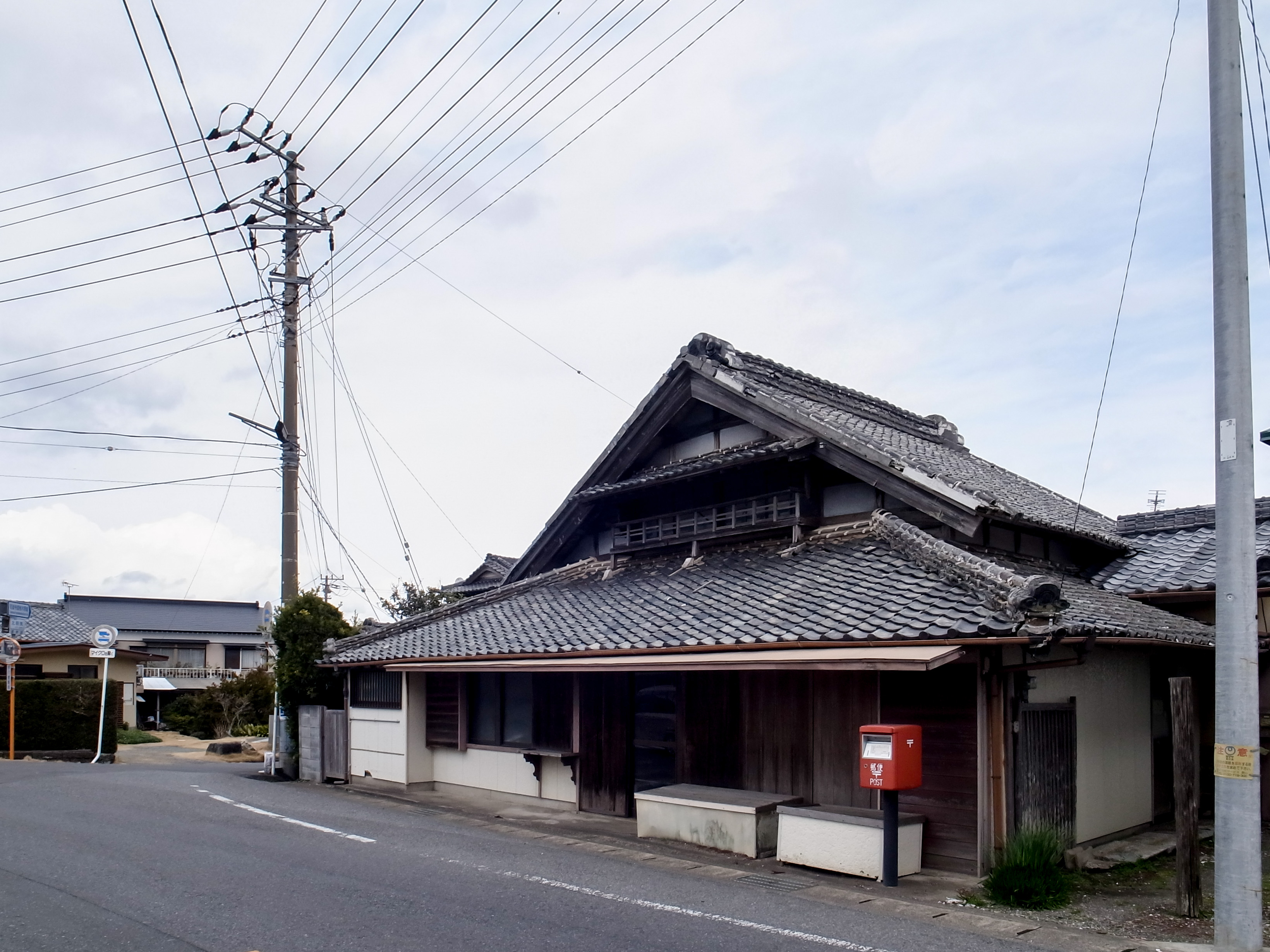
北朝夷の民家

- 中嶋山住吉寺 – 真言宗智山派。南朝夷
- 醫王山東仙寺 – 真言宗智山派。南朝夷[36]
- 福聚山觀音寺 – 真言宗智山派。南朝夷[37][38]
- 高家神社（南朝夷村神明社） – 南朝夷[39][40]
- 荒神山德恩寺円蔵院（圓藏院） – 北朝夷字寺庭、真言宗智山派。安房の三巨刹の一つ。本堂や庫裏・鐘楼などは市指定文化財[41]
- 八幡山西養寺 – 真言宗智山派。北朝夷[42]
- 瑠璃光山円乗院（圓乘院） – 真言宗智山派。北朝夷[43]
- 青龍山蓮臺密寺能藏院 – 真言宗智山派。忽戸[44][45]
- 永福寺 – 真言宗智山派。忽戸
- 大澤山雲龍寺 – 曹洞宗。久保[46]
- 瑞明山積蔵院 – 真言宗智山派。久保[47]
- 明賢山宇田院善性寺 – 浄土宗。宇田[48]
- 東海山慶崇院 – 浄土宗。白子[49][50]
- 真田山蓮重寺 – 日蓮宗。宇田。廣榮山妙覺寺末
- 常榮山顯本寺 – 日蓮宗。川合
- 岩戸山圓正寺（円正寺） – 真言宗智山派。白間津[51]
- 白雲山海雲寺 – 真言宗智山派。白間津[52]
- 壽命山東漸寺 – 真言宗智山派。大川[53]
- 高塚不動尊・妙高山大聖院 – 真言宗智山派。大川[54]
- 龍護山
- 道の駅ちくら・潮風王国 – 千田[55]。1997年（平成9年）7月16日開業[56]。
- 千倉の花畑（遊歩百選）[57]
- 照明院 – 真言宗智山派。千田[58]
- 長性寺 – 真言宗智山派。千田[59]
- 龍光山高徳院 – 真言宗智山派。川口[60]
- 天王山福泉寺德藏院 – 真言宗智山派。平館[61]
- 檀特山（醫王院）小松寺 – 真言宗智山派。大貫
- 大瀧寺 – 真言宗智山派。大貫
- 金仙寺 – 真言宗智山派。瀬戸
- 円明院 – 真言宗智山派。瀬戸
- 福壽山正福寺 – 真言宗智山派。瀬戸[62]
- 盛徳寺 – 真言宗智山派。川戸
- 養命山観養院 – 真言宗智山派。平磯[63]
- 西方山金剛院 – 真言宗智山派。白子[64]
- 愛宕山白雲寺地蔵院 – 真言宗智山派。川合[65]

## 舞台となった作品
※発表年順
- 風来坊探偵 岬を渡る黒い風（1961年）
- 庶民御宿（1975年）

## 電気
かつて曦町に電燈会社があった。1911年（明治44年）12月事業許可を受け、1912年（明治45年）4月才賀藤吉が曦電気を設立。曦町発電所（瓦斯力）を建設。1913年（大正2年）10月事業開始した。当時の送電区域は千歳村、健田村、曦町、七浦村、白濱村。

## 姉妹都市
- 埼玉県さいたま市
  - 1981年11月26日、旧・岩槻市と友好都市提携

## 著名な出身者
- 綿貫専太郎 - 京葉銀行京葉銀相談役[69]。1990年（平成2年）に私財約20億円を投じて留学生を支援する「綿貫国際奨学財団」を設立した[70][71][72]。
- 早川雪洲 - 映画俳優[73]。
- 鈴木おさむ（放送作家、作家・脚本家・演出家・作詞家・ラジオパーソナリティ・タレント・映画監督）。なお、妻は森三中の大島美幸。
- 安西水丸（イラストレーター・作家）
- 石井裕（南房総市長）